# Basedow (Mecklenburg)
Basedow ist eine Gemeinde im Nordwesten des Landkreises Mecklenburgische Seenplatte in Mecklenburg-Vorpommern (Deutschland). Sie wird vom Amt Malchin am Kummerower See mit Sitz in der Stadt Malchin verwaltet. In Basedow befindet sich die Naturparkverwaltung des Naturparks Mecklenburgische Schweiz und Kummerower See.

## Geographie

### Geografische Lage
Das Gemeindegebiet von Basedow schließt östlich an den 14 Quadratkilometer großen Malchiner See an und liegt in der geografischen Mitte Mecklenburg-Vorpommerns. Die Stadt Malchin ist etwa acht Kilometer entfernt. Das hügelige Gebiet zwischen dem Malchiner See und der Ostpeene erreicht im Gemeindebereich Basedows Höhen bis 50,3 Meter ü. NN (Eichberg).

### Gemeindegliederung
Zur Gemeinde gehören:
Ortsteile
| - Basedow - Basedow-Höhe - Gessin - Neu-Basedow | - Neuhäuser - Seedorf - Stöckersoll - Teerofen | Wüstungen und Wohnplätze - Wargentin (Wüstung) |

### Nachbargemeinden
Nachbargemeinden sind: Malchin im Norden, Gielow im Osten, Moltzow im Süden und Dahmen im Westen

## Geschichte

### Basedow
Eine frühe Besiedlung ist durch mehrere Großsteingräber aus dem Neolithikum (4500 bis 1700 vdZ) nachgewiesen. 1968 wurde bei Grabungen in einem der drei Hügel eine mit Rotsandsteinpflaster ausgelegte dreijochige Grabkammer mit zahlreichen Grabbeigaben und Knochenfragmenten freigelegt. Aus der jüngeren Bronzezeit (1700 bis 600 vdZ) und frühen Eisenzeit (600 bis 0 vdZ) existiert ein Burgwall. Die Burg war eine Höhenburg mit einem Innenraum von einem Hektar Größe. 1958 wurde ein Grabungsschnitt durch den Wall gezogen. Die Archäologen stellten fest, dass hier Befestigungsanlagen aus einem drei Meter breiten und 1,80 Meter tiefen Graben, einer 1,50 Meter breiten Berme und in Lehm eingebetteten Hölzern vorhanden waren. Hinter dem Wall wurde eine Siedlungsschicht entdeckt. Gefunden wurde datierende Keramik und eine Bronzenadel. Der Burgwall liegt im Waldgebiet zwischen Basedow und Seedorf. Im ganzen Gemeindegebiet sind viele bronzezeitliche Hügelgräber vorhanden, die den Siedlungsnachweis ergänzen.
Nördlich von Basedow beidseitig des Dahmer Kanals – dem Ausfluss des Malchiner Sees – liegt der zweiteilige Burgwall der „Kniepenburg“. Nach Funden von Keramik datiert die Anlage von der frühen Slawenzeit bis zur frühdeutschen Zeit, das ist der Zeitraum von 600 bis 1500. Diese Bodendenkmale zeigen deutlich die fast durchgehende Besiedlung des Gemeindegebietes.

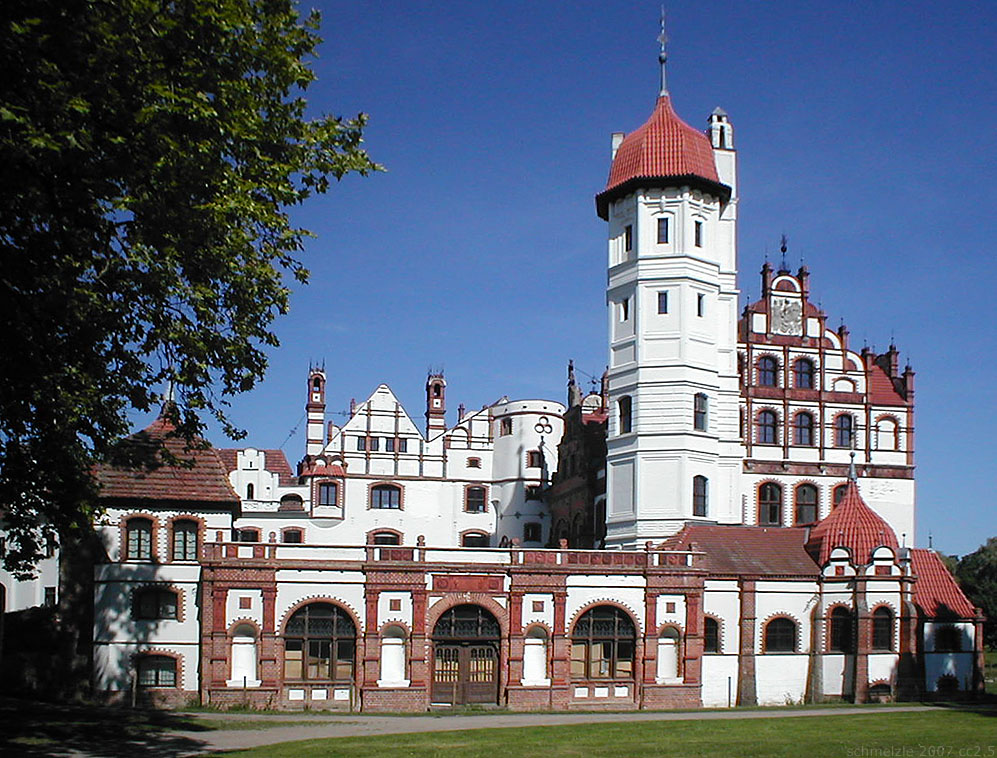
Schloss Basedow

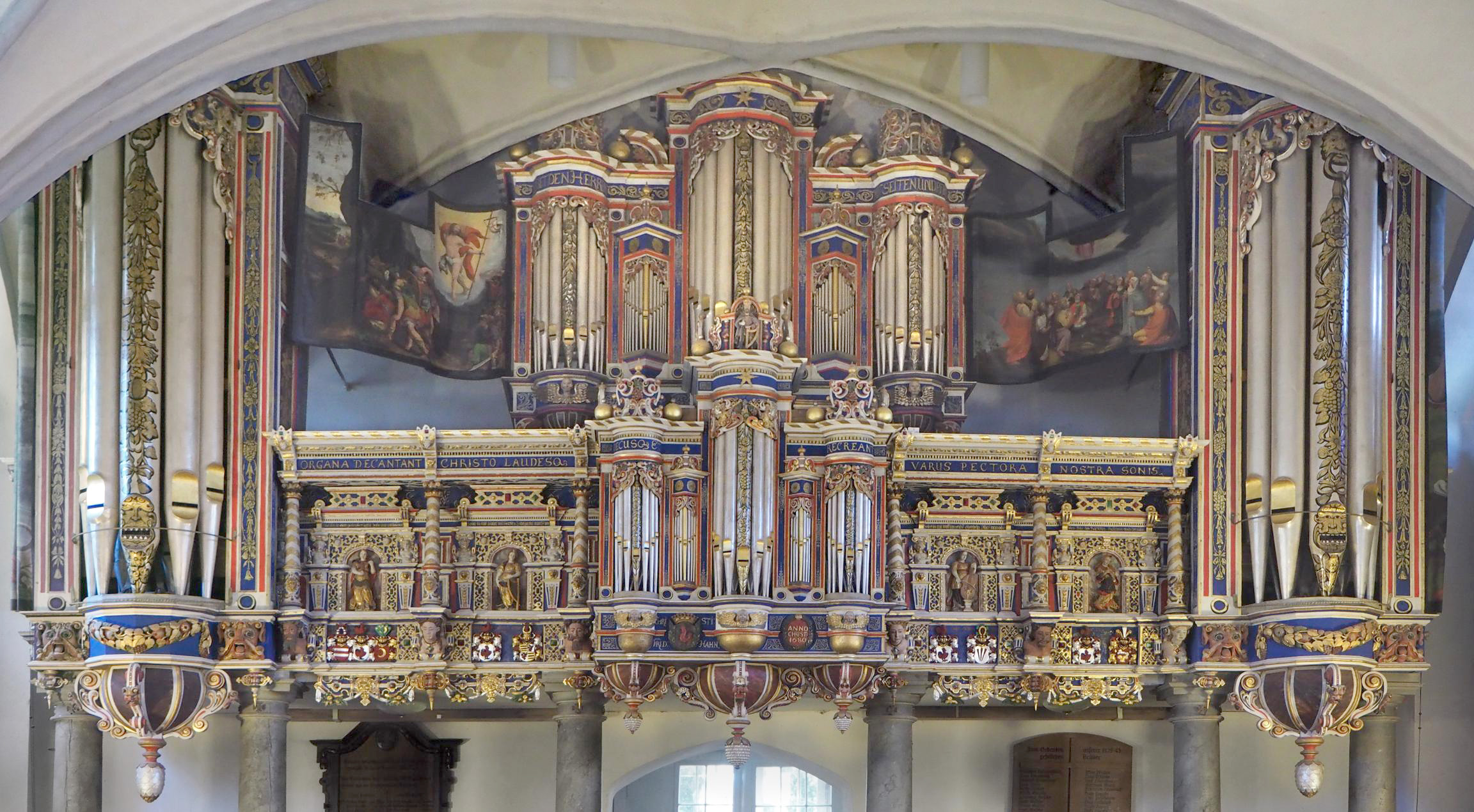
Barocke Orgelempore in der Kirche Basedow

Im Zusammenhang mit der Kirchweihe von Malchin durch den Bischof von Cammin wurde Basedow am 14. Januar 1247 erstmals urkundlich erwähnt. Die Kirche von Basedow wurde hierin der von Malchin als Tochterkirche unterstellt. Der Ort befand sich damals im Besitz des Ritters Theoderich oder Dietrich Luch. Im Jahre 1337 belehnte Fürst Johann von Werle vier Brüder Hahn mit den Dörfern Basedow, Gessin und Sandliepen. Von da an bis 1945 war Basedow Hauptgut und Stammsitz der Familie Hahn, die 1802 als von Hahn in den Reichsgrafenstand erhoben wurden. Im Jahre 1467 wurde eine mittelalterliche Burg erwähnt, die in der ersten Hälfte des 16. Jahrhunderts bereits als verfallen beschrieben wird. Der Ruinenrest befindet sich noch als geschütztes Bodendenkmal wenige Meter nördlich des jetzigen Schlosses. Mitte des 16. Jahrhunderts errichteten die Gutsbesitzer das dreigeschossige Schloss Basedow auf und neben den Resten der Burg. 1552 war der Bau vollendet.
Im Siebenjährigen Krieg wurde der Ort 1761 zu einem Nebenkriegsschauplatz. Viele Häuser brannten nieder. Es kam zu Plünderungen. Der Theologe Georg Matthias Wüstney (1756–1822), 39 Jahre Pastor in Basedow, erwarb sich Verdienste um die Erziehung und Bildung der Jugend und gründete das Wüstneyìsche Institut. Im Jahre 1828 empfing Friedrich von Hahn auf Basedow den berühmten englischen Rennreiter Charles James Apperley, der Ort und Begegnung in seinem Reisebericht „Nimrod's hunting tours“ (1835) schilderte. Im 19. Jahrhundert errichtete Friedrich August Stüler einige Bauten im Ort – so den Südflügel des Schlosses (1891 abgebrannt, 1892–95 neu errichtet), ein Torhaus (1837/38, 1945 abgebrannt), den vierflügeligen Marstall (1838, zurzeit im Wiederaufbau), das Landhaus (1842) sowie die Brauerei (1850) und die Oberförsterei (1865).
Peter Joseph Lenné gestaltete 1835/52 den Schlosspark im Stil eines englischen Landschaftsgartens. Vor dem Schloss legte er einen barocken Garten an. Im Park steht ein Gedenkstein für Friedrich Franz Graf von Hahn (* 5. Februar 1921 in Rostock; gefallen am 11. Dezember 1941 bei Taganrog). Er war der letzte männliche Spross des Hauses Hahn-Basedow. Von 1933 bis zu seinem Tode 1946 wirkte der vormalige Landesbischof Gerhard Tolzien als Seelsorger in Basedow. Er schildert in seiner Chronik den Einmarsch der Roten Armee 1945. Damals war die gräfliche Familie geflohen, das Schloss wurde geplündert und diente zahlreichen Flüchtlingsfamilien als erste Unterkunft. 1946 wurde die Bodenreform durchgeführt und 1960 eine LPG gegründet. Nach 1945 wurden durch die Flüchtlinge vor dem Schloss der Barockgarten beseitigt, dafür wurde dort Gemüse angebaut. Hinter dem Schloss im Park wurden Kleinviehställe und andere Schuppen aufgebaut. Bis in die 1980er Jahre hinein waren im Schloss noch zahlreiche Wohnungen eingebaut.
Seit den 1980er Jahren wurde der Schlosspark schrittweise in seinen wesentlichen Teilen wiederhergestellt. Zahlreiche Bauwerke des ehemaligen Gutes wurden restauriert und dienen heute teilweise gastronomischen Zwecken, wie etwa die ehemalige Schmiede und ein Stallgebäude. In den 1990er Jahren wurde das Schloss durch die Treuhandanstalt äußerlich instand gesetzt und verkauft. Der erste Investor hielt jedoch nicht durch und die Treuhand musste das Schloss und die Anlagen erneut in einer Versteigerung anbieten. Auch die Familie von Hahn beteiligte sich jetzt an der Versteigerung, unterlag jedoch den Schweizer Investoren. Die jetzigen Eigentümer renovieren in kleinen Schritten die Innenräume des Schlosses. Sehenswert sind die Halle im Südflügel sowie einige Wohnräume mit erhaltenen Deckengestaltungen. Wesentlich war die Beseitigung vieler Nachkriegseinbauten, wie Trennwände, Heizungsanlagen usw. Wichtig war auch die äußere Absicherung mit Fenstern, Türen und Umzäunungen. Der gesamte Dorfkern mit Schloss, Park, Marstall und Kirche sowie anderen Baudenkmalen stehen unter Gebiets-Denkmalschutz. In dem umgrenzten Gebiet sollen auch nach 1945 errichtete Gebäude weitmöglichst beseitigt oder zurückgebaut werden. Einige bereiten noch Probleme, z. B. der östlich des Schlosses stehende Plattenbau aus der DDR-Zeit, denn der beinhaltet inzwischen Eigentumswohnungen.

### Basedow-Höhe
Basedow-Höhe wurde aus einem Straßenwärterhaus an der Abzweigung nach Wendischhagen laut MTB 1920 (Messtischblatt) nach 1920 entwickelt. Zurzeit ist unklar ob der Ort in den 1930er Jahren oder erst zur Bodenreform 1945 als schachbrettartige Anlage von einzelnen Gehöften gegründet wurde. Seitdem sind nur Zuwegungen und die Gehöfte an sich modernisiert worden.

### Gessin
Das Geschick des Dorfes Gessin ist eng mit dem von Basedow verknüpft. Noch ehe jenes in Hahnschen Besitz überging, vereinigte es Bischof Wilhelm von Kamin mit Basedow, indem er durch eine Urkunde vom 14. Januar 1247 die Gründung und Bewidmung der Pfarre zu Malchin sowie ihrer Tochterkirche zu Basedow bestätigte und unter den Dörfern der letztgenannten auch „Jacin“ aufzählt. Neunzig Jahre später, am 3. Mai 1337, verlieh Johann III. von Werle-Goldberg den Brüdern Nikolaus, Eckhard, Mathias und Nikolaus von Hahn außer Basedow auch die Dörfer Gessin und Liepen zu erblichen Lehen. Von da an blieb Gessin ununterbrochen mit Basedow verbunden. In den letzten Jahrhunderten entwickelte sich eine eigene Bauernschaft, die dem Schloss Basedow nur noch mit bestimmten Gespanndiensten verpflichtet war. Gessin war seit jener Zeit kein Gutsdorf mehr. Von den ehemals elf Höfen sind acht in ihrer Struktur erhalten geblieben.
Die Kapelle bildet mit dem Dorfteich die Mitte der Ortschaft, die in einer kleinen Talsohle in der Mecklenburgischen Schweiz gelegen ist. Die alten Bauern- und Tagelöhnerhäuser mit ihren Wirtschaftsgebäuden sind ausnahmslos gut erhalten. Die Dorfstraße ist von einer Lindenallee gesäumt. Mit den landwirtschaftlichen Flächen der Nachbarschaft können heute zwei Familien ihr Einkommen aus der Landwirtschaft bestreiten. Gessin ist kein Kirchdorf, deshalb ist die Dorfkapelle kulturhistorisch bedeutsam. Sie stellt im Lande die einzige mittelalterliche Kapelle in ursprünglicher Struktur dar.
Das Dorf Gessin errang 2006 den ersten Platz im Wettbewerb „Netzwerk Nachbarschaft“ – einer Initiative der BHW.

### Neu-Basedow
Neu-Basedow liegt mitten in einem Waldgebiet südlich von Basedow. Der Ort wurde laut Messtischblatt von 1880 wohl zuvor als Waldarbeitersiedlung angelegt. Seitdem hat sich die Struktur des Ortes am südlichen Rand der Gemeinde nicht verändert.

### Neuhäuser
Diese Ansiedlung liegt unweit südwestlich von Neu-Basedow aber am Waldrand des größeren Waldgebietes am südlichen Rand der Gemeinde. Wie der vorgenannte Ort wurde Neuhäuser als Waldarbeitersiedlung verbunden mit dem etwas abgesetzten Forsthaus vor 1880 angelegt. Nach 1945 wurde die Ansiedlung mehr landwirtschaftlich genutzt.

### Seedorf
Nordöstlich von Seedorf liegt der bei Basedow beschriebene bronzezeitliche Burgwall und südwestlich einige Großstein- und Hügelgräber.
Seedorf ist eine alte Ansiedlung von Land- und Forstarbeitern sowie Fischern direkt am Malchiner See, deren Lage den Namen begründete. Heute ist das Dorf eher eine Ansammlung von Bungalows und anderen Freizeitgebäuden. Vor 1880 waren laut MTB südlich von Seedorf die Fischerhäuser vorhanden, dort ist heute ein die Umgebung dominierender Campingplatz angesiedelt. Östlich in Richtung Stöckersoll lag zwischen 1880 und 1920 laut MTB ein Kalkofen, der zusammen mit dem Sägewerk bei Teerofen und der Ziegelei bei Christinenhof die Baumaterialien für die Hahn´schen Güter lieferten. Zu Seedorf gehörte um 1880 ein südöstlich gelegenes Wildwärterhaus, denn die östlichen Waldgebiete von Seedorf waren als so genannter „Tiergarten“ verzeichnet, das ist ein eingezäuntes Gebiet mit dem Jagdwild der Familie von Hahn.

### Stöckersoll
Stöckersoll liegt südöstlich von Basedow und hieß entsprechend MTB 1880 und 1920 bis dahin „Stäckersahl“. Es beinhaltete einige Wirtschaftsgebäude und Landarbeiterhäuser des Gutes Basedow, war aber nicht direkt als Vorwerk ausgewiesen.
Nach der Bodenreform von 1945 wurden Anfang der 1950er Jahre einige Neubauernsiedlungen in und um das Dorf angelegt, das dadurch deutlich ausgeweitet wurde.

### Teerofen
Den Namen hat der Ort nach dem dort vor 1880 etablierten Teerofen, bei dem aus den umliegenden Kiefernwäldern per Verbrennung/Verkohlung Teer gewonnen wurde. Westlich neben dem Ort wurde ein größeres Sägewerk aufgebaut, das für die Hahn´schen Güter das Holz verarbeitete und auch den Teerofen belieferte. Heute besteht der Ort nur aus wenigen verstreuten Gebäuden. Nördlich und westlich des Dorfes befinden sich größere Kiesgruben als Rohstofflieferanten.
Südöstlich von Teerofen befindet sich der Bahnhof von Basedow aus dem Jahr 1879, der aber zu Teerofen gehört. Die Gebäude sind noch vorhanden, aber die Bahnstrecke Malchin - Waren wurde 1996 stillgelegt, ist aber bis auf wenige Kilometer Draisinenstrecken inzwischen seit etwa 2008 abgebaut.
Wargentin (Wüstung)
Die Wüstung liegt westlich von Basedow in Richtung Malchiner See. In der Wüstung Wargentin wurden slawische und frühdeutsche Scherben, Reibsteine und Mauerfundamente gefunden. Besonders die Fundamente einer Kirche sind vorhanden. Der Ort wurde im Siebenjährigen Krieg zerstört und danach nicht wieder aufgebaut.

## Politik

### Wappen
| Wappen von Basedow | Blasonierung: „In Rot ein linksgewendeter silberner Hahn mit schwarzem Schnabel, schwarzen Füßen und zwei schwarzen Federn im Schwanz.“ |
| Wappen von Basedow | Wappenbegründung: In dem Wappen soll der Hahn, der dem Familienwappen derer von Hahn entstammt, das in Silber einen roten Hahn zeigt, in veränderter Stellung und vertauschter Tingierung an die Adelsfamilie erinnern, die über Jahrhunderte die Entwicklung des Ortes bestimmte. Das Wappen und die Flagge wurde von dem Schweriner Heraldiker Karl-Heinz Steinbruch gestaltet. Es wurde am 30. Januar 1998 durch das Ministerium des Innern genehmigt und unter der Nr. 150 der Wappenrolle des Landes Mecklenburg-Vorpommern registriert. |

### Flagge
Die Flagge wurde am 22. September 1999 durch das Ministerium des Innern genehmigt.
Die Flagge besteht zu zwei Dritteln der Länge des Flaggentuchs aus einem roten Feld und zu einem Drittel, das gleichmäßig längs gestreift ist von Rot, Weiß, Rot, Weiß, Rot, Weiß und Rot. Die Mitte des roten Feldes ist mit der Figur des Gemeindewappens belegt: mit einem zum Flugsaum blickenden weißen Hahn mit schwarzem Schnabel, schwarzen Füßen und zwei schwarzen Federn im Schwanz. Die Figur nimmt sechs Siebtel der Höhe des Flaggentuchs ein. Die Höhe des Flaggentuchs verhält sich zur Länge wie 3:5.

### Dienstsiegel
Das Dienstsiegel zeigt das Gemeindewappen mit der Umschrift „GEMEINDE BASEDOW“.

## Sehenswürdigkeiten
- Ortsanlage Basedow als „geschmücktes Landgut“ des 19. Jahrhunderts mit dem Landschaftspark von 1835 bis 1852 nach Plänen von Peter Joseph Lenné
- Schloss Basedow, eine der bedeutendsten Schlossanlagen in Mecklenburg-Vorpommern, die für die Adelsfamilie von Hahn ab 1552 im Stil der Renaissance entstand. Bis 1839 wurde nach Plänen von Friedrich August Stüler das Herrenhaus und danach ein Teil der Wirtschafts- und Wohngebäude klassizistisch oder neugotisch neu gestaltet. Bis 1895 fand der Umbau des Ostflügels nach Plänen von Albrecht Haupt im Stil der Neorenaissance mit mecklenburgischer Prägung statt.
- Gotische Dorfkirche Basedow aus dem 13. Jahrhundert, mit selten homogener und ungewöhnlich prachtvoller Ausstattung aus der Zeit der Spätrenaissance. Nach einem Brand von 1766 wurde der neugotische Turm mit seinem Satteldach und dem Dachreiter 1853 nach Plänen von Friedrich August Stüler gestaltet. Die Barockorgel von 1683 ist eine der ältesten Orgeln des Landes. Drückt man bestimmte Tasten des Instruments, streckt eine der Kirchen-Verzierungen, die einen Teufel darstellen soll, die Zunge heraus.
- Dorfkirche Gessin: kleine gotische, zweijochige und turmlose Feldsteinkirche von um 1400 mit Kreuzrippengewölbe und dreiseitigem Chorabschluss
- Fachwerkscheune in Gessin mit reetgedecktem Krüppelwalmdach und Utlucht
- Im gesamten Gemeindegebiet liegen verteilt Großsteingräber und Steinkisten des Neolithikums, Hügelgräber und Schälchensteine der Bronzezeit sowie viele seltene Gemarkungsgrenzsteine aus dem 19. Jahrhundert.

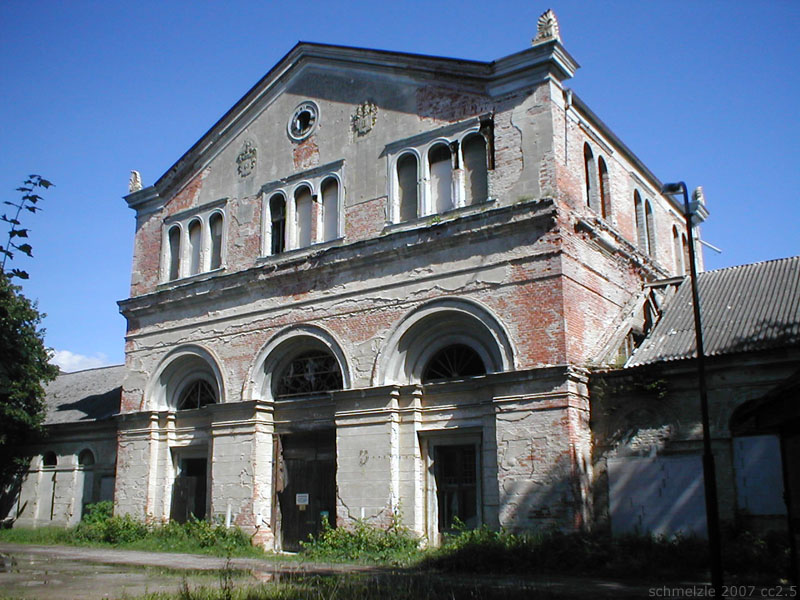
Hauptgebäude des Marstalls
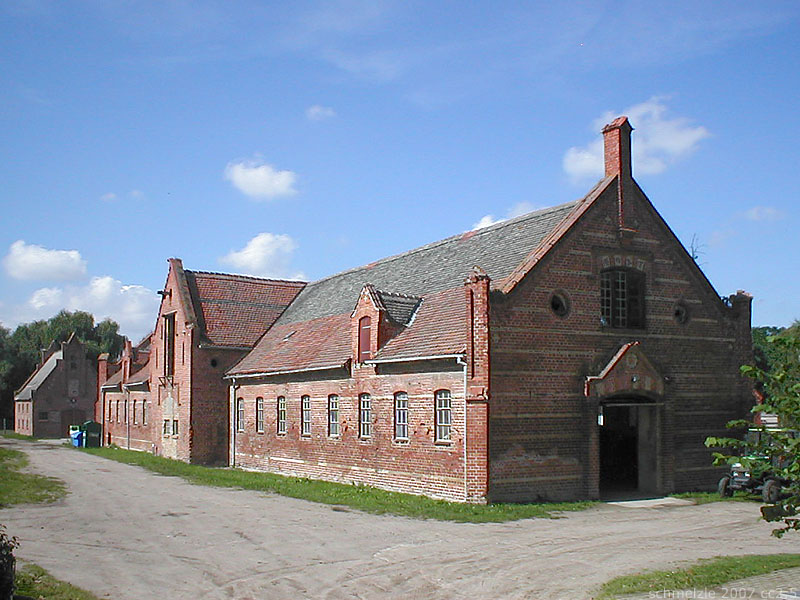
Wirtschaftsgebäude
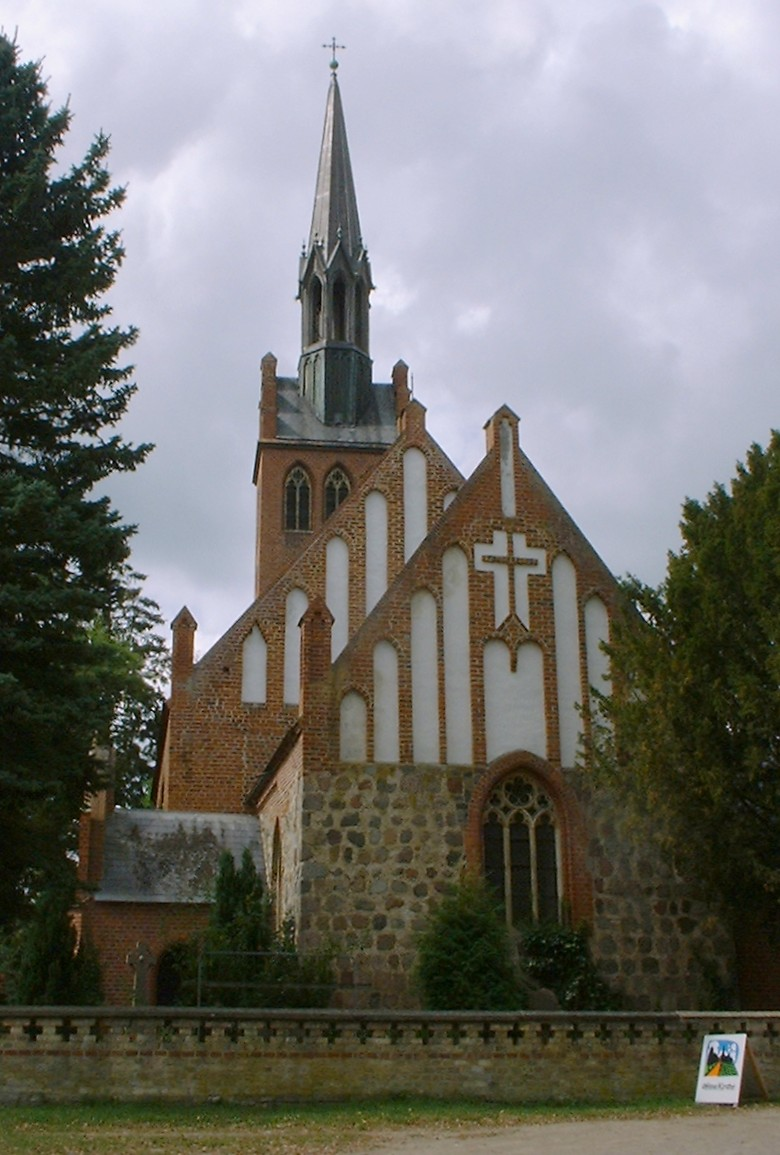
Dorfkirche von Basedow
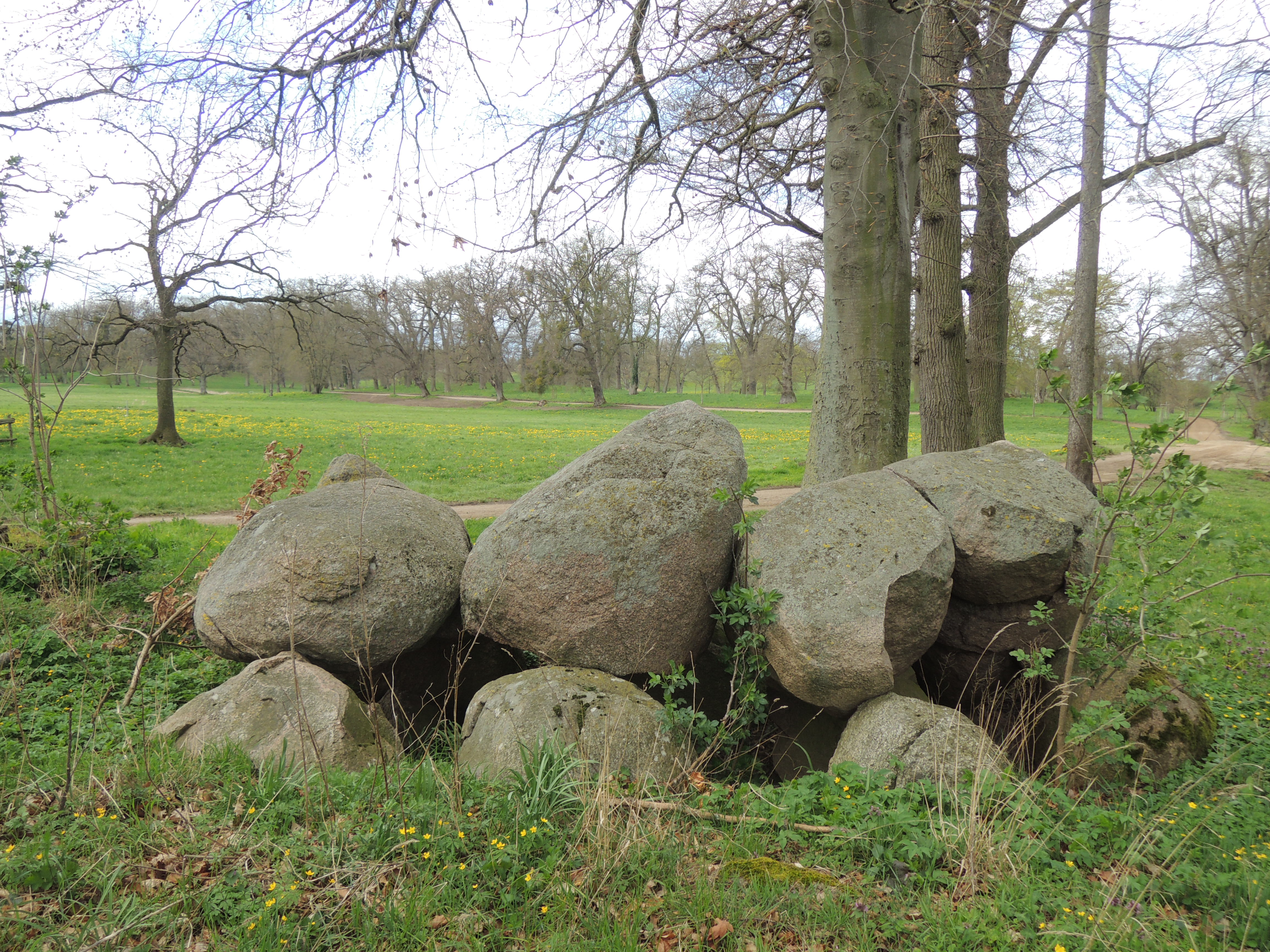
Großsteingrab im Schlosspark

## Persönlichkeiten
- Kuno Hahn  (1525–1590), Gutsbesitzer und Landrat

## Verkehrsanbindung
Die Gemeinde liegt an der Verbindungsstraße von Malchin nach Malchow. Durch das sechs Kilometer entfernte Malchin führt die B 104 (Güstrow–Neubrandenburg), in Malchin befindet sich auch der nächste Bahnhof. Der Bahnhof Basedow befand sich an der 1879 eröffneten Bahnstrecke Waren–Malchin, der Verkehr auf dieser wurde 1996 eingestellt und die Strecke zwei Jahre später stillgelegt.

## Vereine
- Mittelhof Gessin – wöchentliche Veranstaltungen im Dorfhaus Gessin
- SV Blau Weiß 48 Basedow
- Förderverein Naturpark Mecklenburger Schweiz und Kummerower See